# Blomkorg

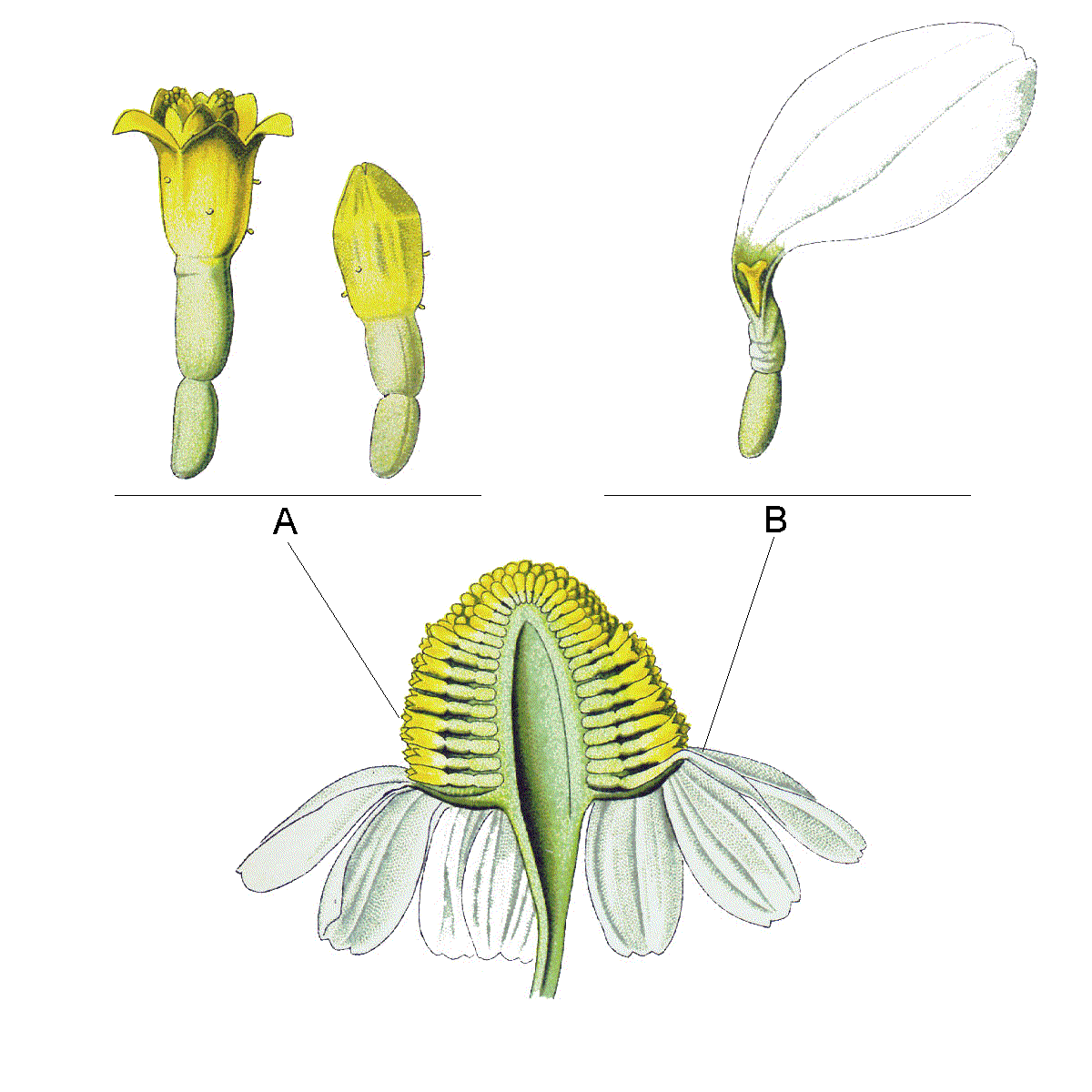
kamomill med korg i tvärsnitt. Knopparna och diskblommorna är gula (A) och strålblommorna vita (B).

Förenklad illustration av blomkorg, med korgbotten, diskblommor och på undersidan holkfjäll.

Blomkorg är en tät blomställning som liknar en enda blomma. En mängd blommor är här tätt sammanpackade inom ett skyddande, skålformigt eller bägarlikt hölje av talrika, smala blad, som är stödblad eller skyddsblad. De utgör blomkorgens holk. 
Man skiljer på tre olika typer av blomkorgar: Korgar med bara rörlika blommor (som tistlar), korgar med både rörlika blommor och tunglika blommor (som prästkragar) och så korgar med bara tunglika blommor (som maskrosor). 
Ett längdsnitt genom blomkorgen visar följande huvudbeståndsdelar:
- Korgbotten eller grenens skivlikt utbredda spets.
- På korgens undersida och kant tätsittande holkfjäll eller skyddsblad.
- På korgbottens mitt de tättsittande diskblommorna, vilkas fruktämnen sitter nedanför sin blommas hylle och därigenom får en plats i blomställningen, som är väl skyddad mot yttre åverkan. Varje särskild liten blomma har ett förkrympt, hårliknande blomfoder och en lång, smal, krona. Kronan består av ett smalt rör och ovanför detta en klocklik utvidgning
- Runt diskblommorna en krans av strålblommor eller kantblommor (inte hos alla).

Som anpassning till trängseln i denna täta sammanslutning har varje enskild blomma genomgått vissa förändringar: Blomfodret har krympt och bildar endast en krans av fina hår (pappus) som dock vid fruktmognaden får en betydande storlek tillsammans med en viktig uppgift vid fröspridningen. Själva blomkronan är mycket lång och smal för att nå upp ur den djupa holken.I kronrörets botten alstras blommans nektar (huvudsakligen en sockerlösning), som måste stiga till den klocklika delen, om de besökande insekterna (till exempel bin och humlor) ska kunna nå den med sina sugrör. Ur blomkronan utskjuter en liten cylinder som är en av denna blommas märkligaste delkonstruktioner. Den består av 5 smala ståndarknappar som är fast sammanväxta till ett rör.